# Sleepwalkers
Sleepwalkers è la quarta raccolta del cantautore britannico David Sylvian, pubblicata nel 2010 dalla Samadhisound.

## Il disco
Raccoglie 16 tracce, in parte inedite in parte pubblicate su album di altri artisti, nelle quali Sylvian risulta coautore della musica o della parte letteraria.
Thom Jurek per AllMusic ha descritto l'album come "provocatorio e avvincente, pieno di umori, forme, colori, spazi e texture. Sylvian ha creato (almeno dal punto di vista estetico) qualcosa che si avvicina a un'offerta completamente nuova da vari capitoli del suo recente passato musicale." Jess Harvell per Pitchfork ha scritto che "l'impavidità di Sylvian, se non proprio la sua versatilità, nell'affrontare nuovi suoni (e persino nuove strutture) è ancora un faro, specialmente in un'epoca in cui molti dei suoi contemporanei si sono fossilizzati in atti di eredità post-punk."
Nel giugno 2022, l'album è stato ristampato in Europa dalla Grönland Records. L'album è stato pubblicato in CD e per la prima volta in un doppio LP. Contiene tre nuovi brani: "World Citizen", una collaborazione con Ryuichi Sakamoto originariamente pubblicata sull'EP omonimo insieme a "World Citizen (I Won't Be Disappointed)" (inclusa sia nella tracklist del 2010 che in quella del 2022); "Do You Know Me Now? ", unicamente di Sylvian, che era stata pubblicata come singolo fuori album nel 2013;  e "Modern Interior", una collaborazione con Jan Bang che era stata scritta e pubblicata nel 2011 per il Kizunaworld Project, che aveva lo scopo di sostenere le persone colpite dal terremoto e dallo tsunami del Tōhoku all'inizio di quell'anno. Tuttavia, due tracce, "Ballad of a Deadman" e "Playground Martyrs", entrambe collaborazioni con il fratello di Sylvian Steve Jansen, sono state rimosse dalla ristampa.

## Tracce
1. Sleepwalkers (musica: Martin Brandlmayr, testo: David Sylvian)
2. Money for all (musica: Burnt Friedman, testo: David Sylvian; già pubblicata nell'ep Money For All dei Nine Horses)
3. Ballad of a deadman (musica: Steve Jansen, testo: David Sylvian; già pubblicata nell'album Slope di Steve Jansen)
4. Angels (musica: Jan Bang, Erik Honoré, Arve Henriksen, Audun Kleive, testo: David Sylvian; già pubblicata nell'album Crime Scenesl dei Punkt)
5. World citizen – I won't be disappointed (musica: David Sylvian, Ryūichi Sakamoto, testo: David Sylvian; già pubblicata nell'album Chasm di Ryūichi Sakamoto)
6. Five lines (musica: Dai Fujikura, David Sylvian, testo: David Sylvian)
7. The day the earth stole heaven (musica: Burnt Friedman, Tim Motzer, testo: David Sylvian; già pubblicata nell'album Snow Born Sorrow dei Nine Horses)
8. Playground martyrs (musica: Steve Jansen, testo: David Sylvian; già pubblicata nell'album Slope di Steve Jansen)
9. Exit / delete (musica: Takagi Masakatsu, testo: David Sylvian; già pubblicata nell'album Coieda di Takagi Masakatsu)
10. Pure genius (musica: Chris Verenna, Clint Walsh, testo: David Sylvian; già pubblicata nell'album 2 am wake up call dei Tweaker)
11. Wonderful world (musica: Steve Jansen, David Sylvian, testo: David Sylvian; già pubblicata nell'album Snow Born Sorrow dei Nine Horses)
12. Transit (musica: Christian Fennesz, testo: David Sylvian; già pubblicata nell'album Venice di Christian Fennesz)
13. The world in everything (musica: Takuma Watanabe, testo: David Sylvian)
14. Thermal (musica: Arve Henriksen, Jan Bang, Audun Kleive, Eivind Aarset, testo: David Sylvian; già pubblicata nell'album Cartography di Arve Henriksen)
15. Sugarfuel (musica: Jean-Philippe Verdin, testo: David Sylvian; già pubblicata nell'album Bold dei Readymade)
16. Trauma (musica: david Sylvian; outtake dell'album Blemish di David Sylvian)